# Großlangheim
Großlangheim er en købstad (markt) i Landkreis Kitzingen i Regierungsbezirk Unterfranken, i den tyske delstat Bayern. Den er administrationsby i Verwaltungsgemeinschaft Großlangheim.

## Geografi
Großlangheim ligger i Region Würzburg , ved foden af Schwanberg.